# Wasserman Media Group
Pour les articles homonymes, voir Wasserman.
 (décembre 2019).
Wasserman (anciennement Wasserman Media Group) est une société de marketing sportif et de gestion des talents dont le siège social est situé à Los Angeles. Wasserman est un conglomérat de médias qui négocie notamment des contrats de marketing et de promotion pour des athlètes de la NBA, de la NFL, de la MLB et de la NHL, ainsi que pour des joueurs de football et des golfeurs. L’agence figure également parmi les meilleurs représentants des joueurs de la WNBA, d'athlètes olympiques et des stars des sports d’action. Son président directeur général, Casey Wasserman (en), est également président du comité d'organisation des Jeux olympiques d'été de 2028 à Los Angeles.

## Historique
Casey Wasserman, petit fils de Lew Wasserman, a fondé Wasserman en 1998 et en reste le PDG.
En 2002, Wasserman fait l'acquisition de la société de marketing sportif Envision et de la société de marketing et de représentation de sports d’action The Familie, basée à Carlsbad, en Californie.
En janvier 2006, Wasserman recrute Arn Tellem (en), un agent sportif de renom dans le secteur des agents sportifs de la NBA et de la MLB. Plusieurs collaborateurs agents sportifs de Tellem ont également rejoint la société dans le cadre de la transaction. Cette arrivée permet à Wasserman d'intégrer un grand nombre d'athletes reconnus tels que Tracy McGrady, Jermaine O'Neal, Brandon Roy ou Ben Wallace. Jusqu'à sa retraite en juin 2015, Arn Tellem était directeur de la société et dirigeait l'un de ses groupes de gestion.
En novembre 2006, la société pend possession de l’agence de football SFX au Royaume-Uni. Grâce à cette acquisition, Wasserman représenta des joueurs tels que Steven Gerrard, Robbie Keane, Jamie Carragher, Michael Owen, Tim Cahill, Jonathan Woodgate, Alex Morgan, Tobin Heath, Heather O'Reilly, Wes Brown, Scott Parker, Jack Wilshere, Park Ji -Sung, Shay Given, Tim Howard et Emile Heskey.
En 2011, Wasserman élargit sa liste de joueurs en faisant l'acquisition de SFX Golf en avril 2011.
En 2015, Wasserman acquiert Laundry Service, société comprenant notamment Cycle, un réseau d'influenceurs en médias sociaux.
En 2018, Wasserman intègre le marché des joueurs de Hockey en rachetant des parts de la société Orr Hockey, représentant environ 40 joueurs de NHL dont les stars Connor McDavid et Aaron Ekblad. Au milieu de l'année suivante, Le groupe Lagardère tente de céder sa filiale de marketing sportif à Wasserman, mais l'entreprise française est trop gourmande et la vente échoue.
Avec plus de 200 millions de dollars de commissions en 2019, Wasserman se classe comme la deuxième agence sportive au monde.
Wasserman possède des bureaux à Los Angeles, New York, Toronto, Londres, Miami, Amsterdam, Anvers, Dusseldorf, Doha, Dubai, Shanghai, Durham.

## Principaux clients
(décembre 2019).

### Athlètes

#### NBA

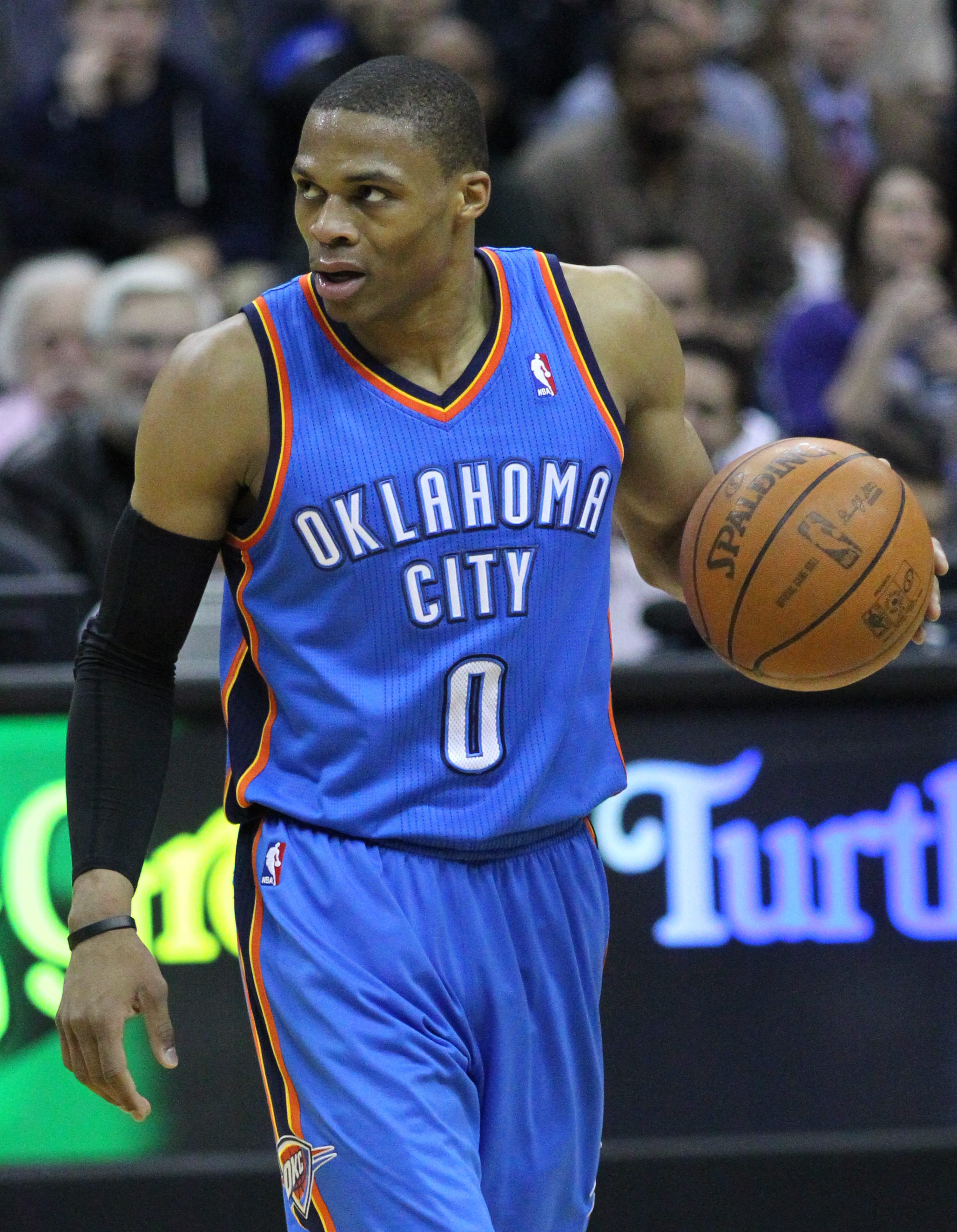
Russell Westbrook, MVP 2018 de la NBA

- Russell Westbrook - Washington Wizards
- James Harden - Brooklyn Nets
- Klay Thompson - Golden State Warriors
- Derrick Rose - Detroit Pistons
- Clint Capela - Houston Rockets
- Sekou Doumbouya - Detroit Pistons
- Joel Ayayi
- Jalen Suggs
- Steven Adams - Oklahoma City Thunder
- Bojan Bogdanovic - Utah Jazz
- Bogdan Bogdanovic - Sacramento Kings
- Shai Gilgeous Alexander - Oklahoma City Thunder
- Deandre Hunter - Atlanta Hawks
- Brook Lopez - Milwaukee Bucks
- Domantas Sabonis - Indiana Pacers
- Rui Hachimura - Washington Wizards
- Gorgui Dieng - Minnesota Timberwolves

#### WNBA

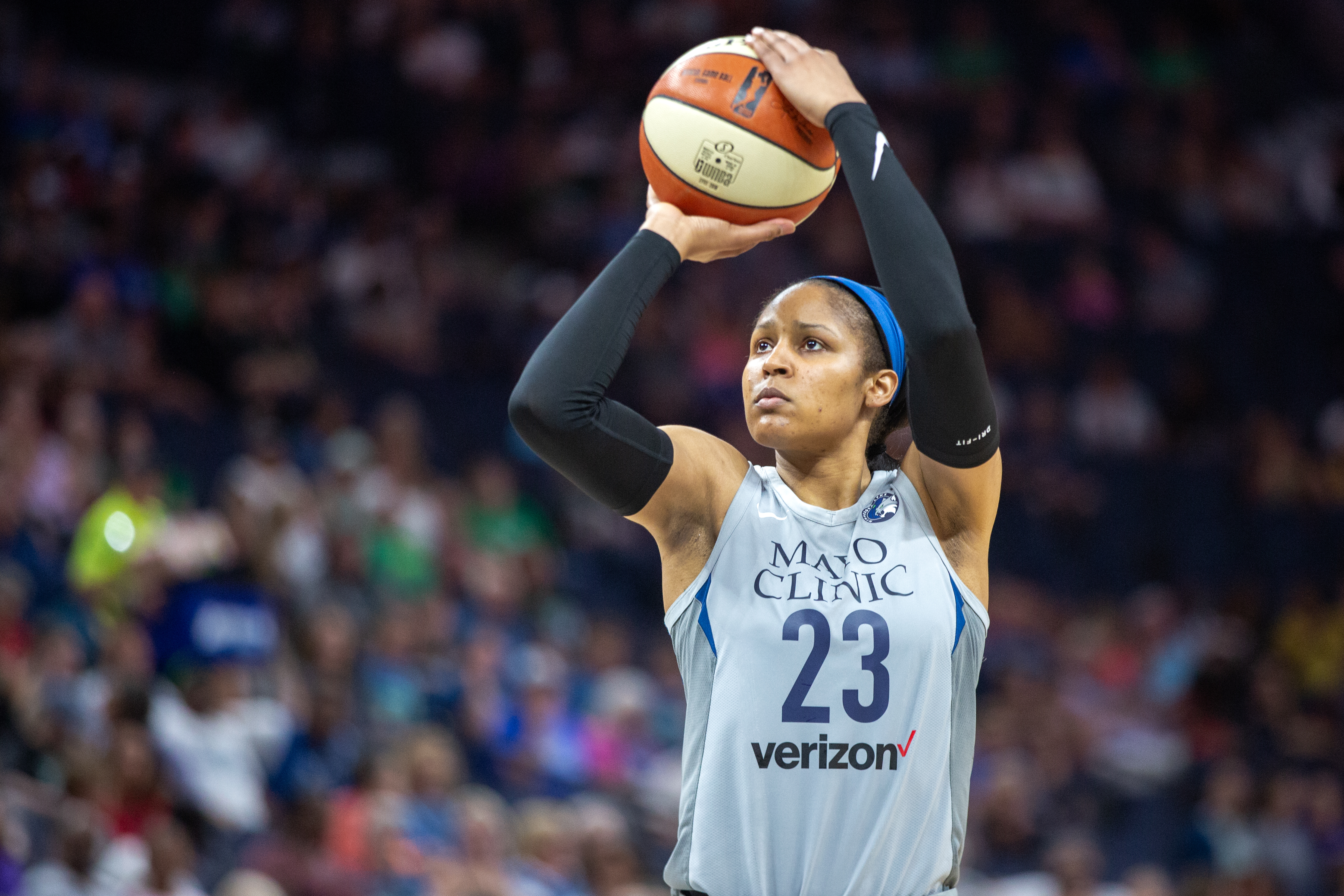
Maya Moore, une des superstars WNBA représentée par Wasserman

- Candace Parker - Los Angeles Sparks
- Maya Moore - Minnesota Lynx
- Britney Griner - Phoenix Mercury
- Sylvia Fowles - Minnesota Lynx
- Diana Taurasi - Phoenix Mercury
- Sue Bird - Seattle Storm
- Breanna Stewart - Seattle Storm
- Seimone Augustus - Minnesota Lynx
- Tina Charles - New York Liberty
- Kelsey Plum - Las Vegas Aces

#### Football

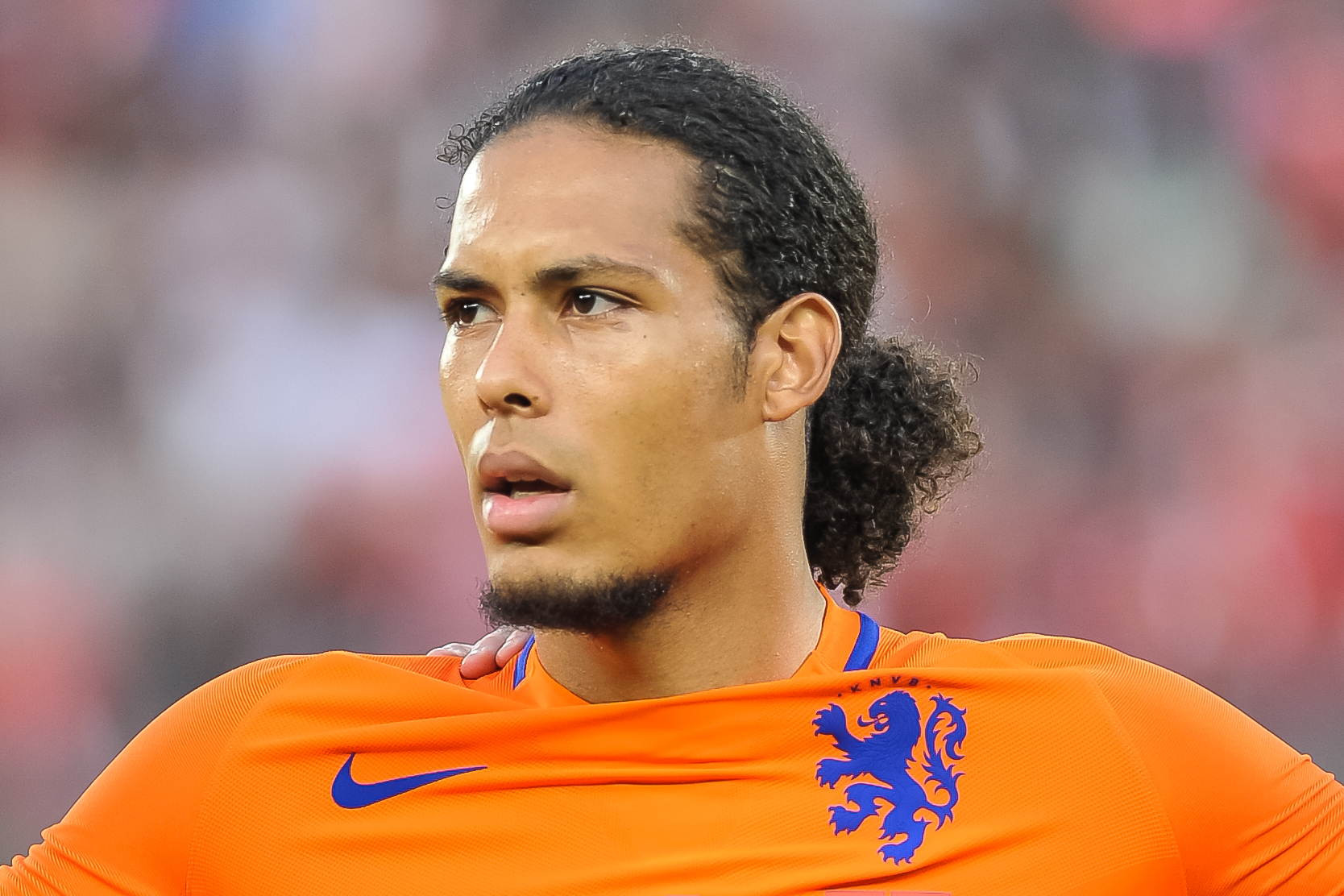
Virgil Van Dijk, vainqueur de la Ligue des Champions en 2019

- Virgil Van Dijk - Liverpool FC
- Jordan Henderson - Liverpool FC
- Clement Lenglet - FC Barcelone
- Houssem Aouar - Olympique Lyonnais
- Alex Morgan - Orlando Pride
- Megan Rapinoe - Seattle Reign FC

#### NFL
- Andrew Luck - Indianapolis Colts
- Jason Pierre-Paul - Tampa Bay Buccaneers
- Michael Bennett - Dallas Cowboys

#### MLB
- Javier Baez - Chicago Cubs
- Yu Darvish - Chicago Cubs
- Nolan Arenado - Colorado Rockies

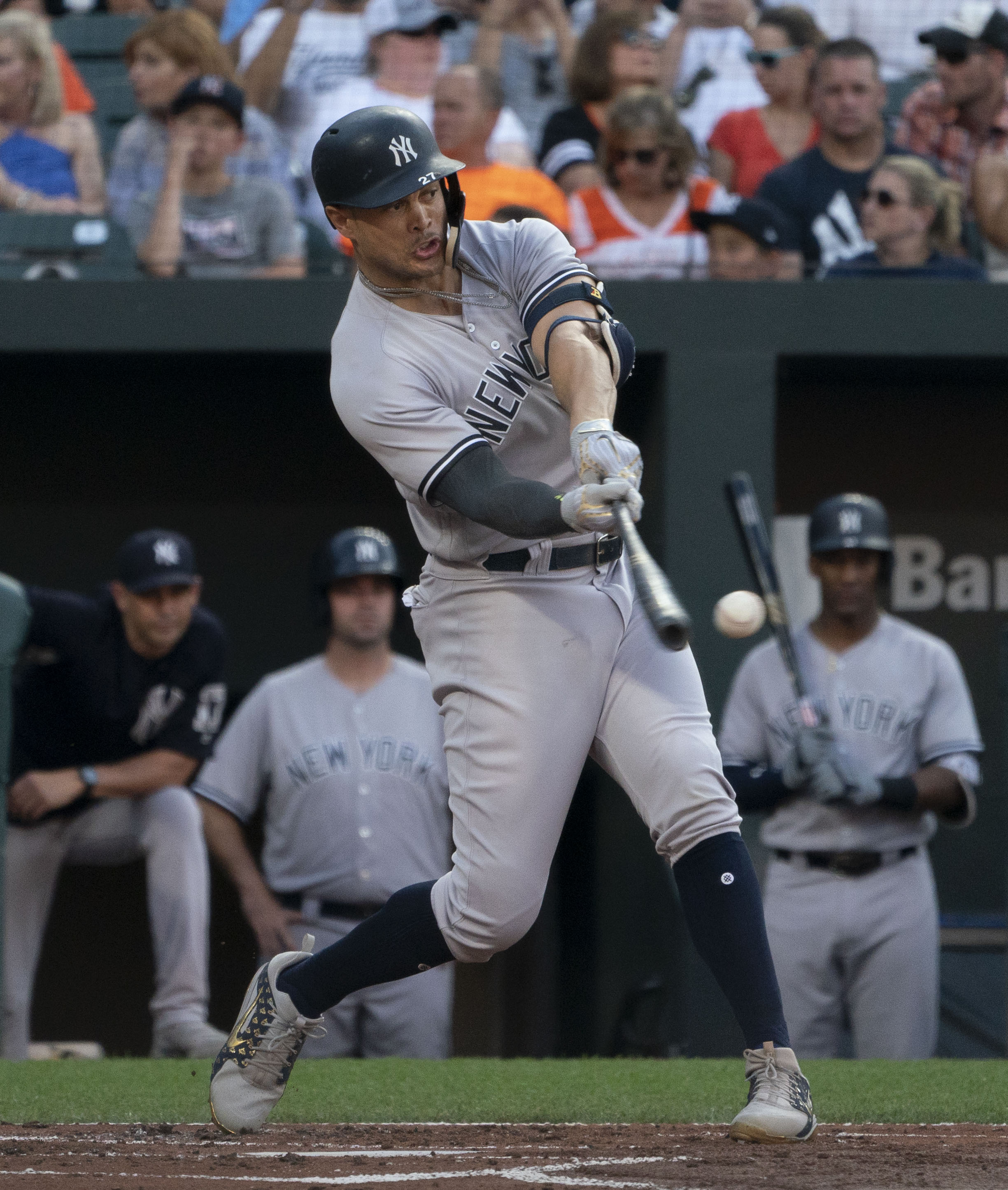
Giancarlo Stanton, MVP de la Ligue Nationale en 2017

- Brandon Crawford - San Francisco Giants
- Kenta Maeda - Los Angeles Dodgers
- Kenley Jansen - Los Angeles Dodgers
- Giancarlo Stanton - New York Yankees
- JP Crawford - Seattle Mariners
- Kyle Hendricks - Chicago Cubs
- Domingo Santana - Seattle Mariners
- Hanley Ramirez - Cleveland Indians
- Starlin Castro - Miami Marlins
- Yulieski Gurriel - Houston Astros

#### NHL

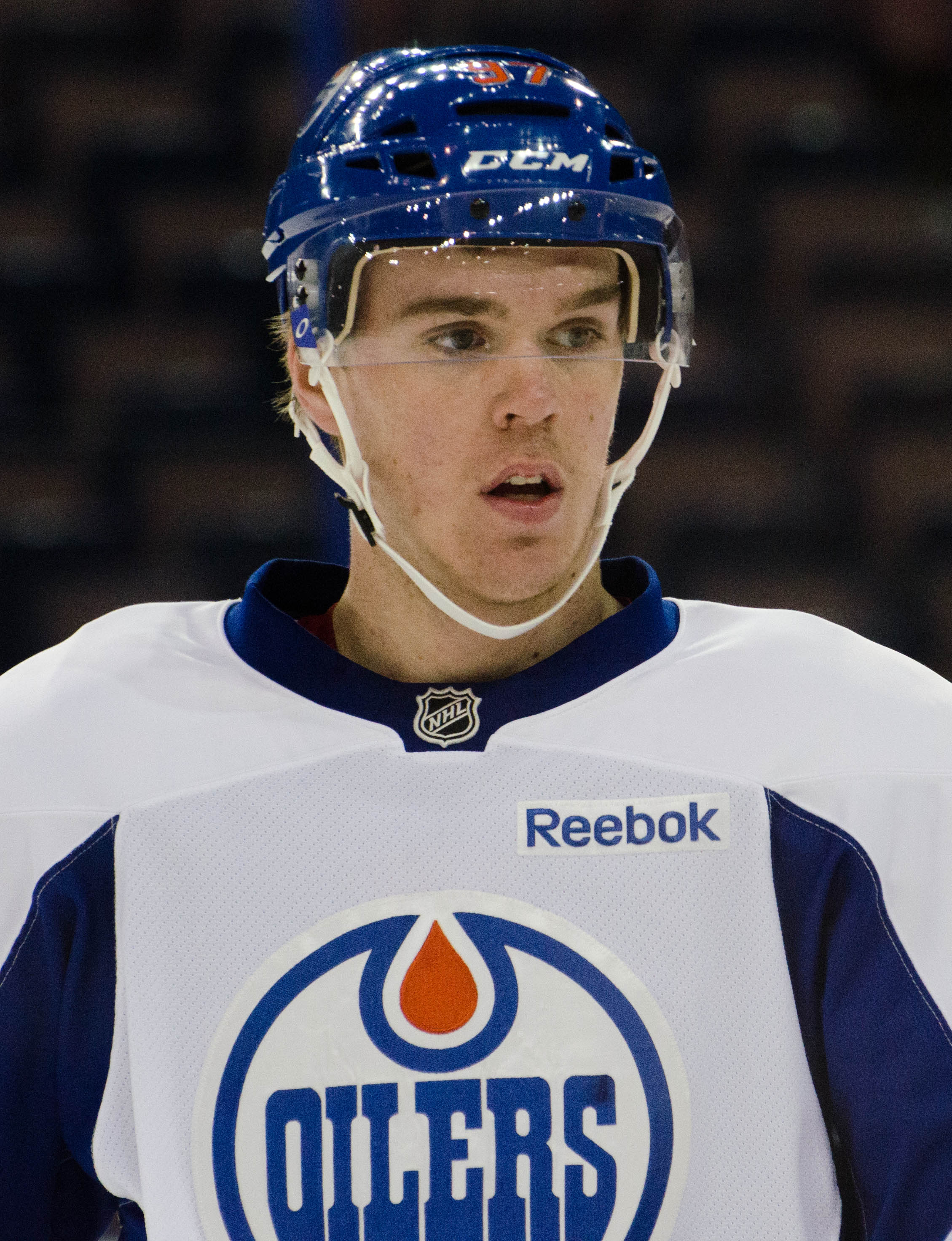
Connor McDavid, superstar de NHL

- Connor McDavid - Edmonton Oilers
- Aaron Ekblad - Florida Panthers
- Jordan Staal - Carolina Hurricanes
- John Carlson - Washington Capitals

#### Golf
- Zach Johnson
- Jason Day
- Rickie Fowler

#### Sports Olympiques
- Ibtihaj Muhammad - Escrime
- Katie Ledecky - Natation

### Marques
- PepsiCo
- Microsoft
- Spotify
- American Express
- Vodafone
- Shaw Communications